# Cantón de Sainte-Croix-Volvestre
El cantón de Sainte-Croix-Volvestre era una división administrativa francesa, que estaba situada en el departamento de Ariège y la región de Mediodía-Pirineos.

## Composición
El cantón estaba formado por doce comunas:
- Bagert
- Barjac (Ariège)
- Bédeille
- Cérizols
- Contrazy
- Fabas
- Lasserre
- Mauvezin-de-Sainte-Croix
- Mérigon
- Montardit
- Sainte-Croix-Volvestre
- Tourtouse

## Supresión del cantón de Sainte-Croix-Volvestre
En aplicación del Decreto nº 2014-174 de 18 de febrero de 2014, el cantón de Sainte-Croix-Volvestre fue suprimido el 22 de marzo de 2015 y sus 12 comunas pasaron a formar parte del nuevo cantón de Puertas de Couserans.